# Château-Bréhain
Château-Bréhain là một xã trong vùng Grand Est, thuộc tỉnh Moselle, quận Château-Salins, tổng Delme. Tọa độ địa lý của xã là 48° 54' vĩ độ bắc, 06° 31' kinh độ đông. Château-Bréhain nằm trên độ cao trung bình là 240 mét trên mực nước biển, có điểm thấp nhất là 238 mét và điểm cao nhất là 335 mét. Xã có diện tích 6,11 km², dân số vào thời điểm 1999 là 82 người; mật độ dân số là 13 người/km². Xã nằm về phía tây nam của Bréhain và được đặt tên theo một lâu đài từ thế kỉ thứ 15.

## Thông tin nhân khẩu
| 1962 | 1968 | 1975 | 1982 | 1990 | 1999 |
| ---- | ---- | ---- | ---- | ---- | ---- |
| 81   | 92   | 70   | 76   | 76   | 82   |